# Kon-tiki (expedición)

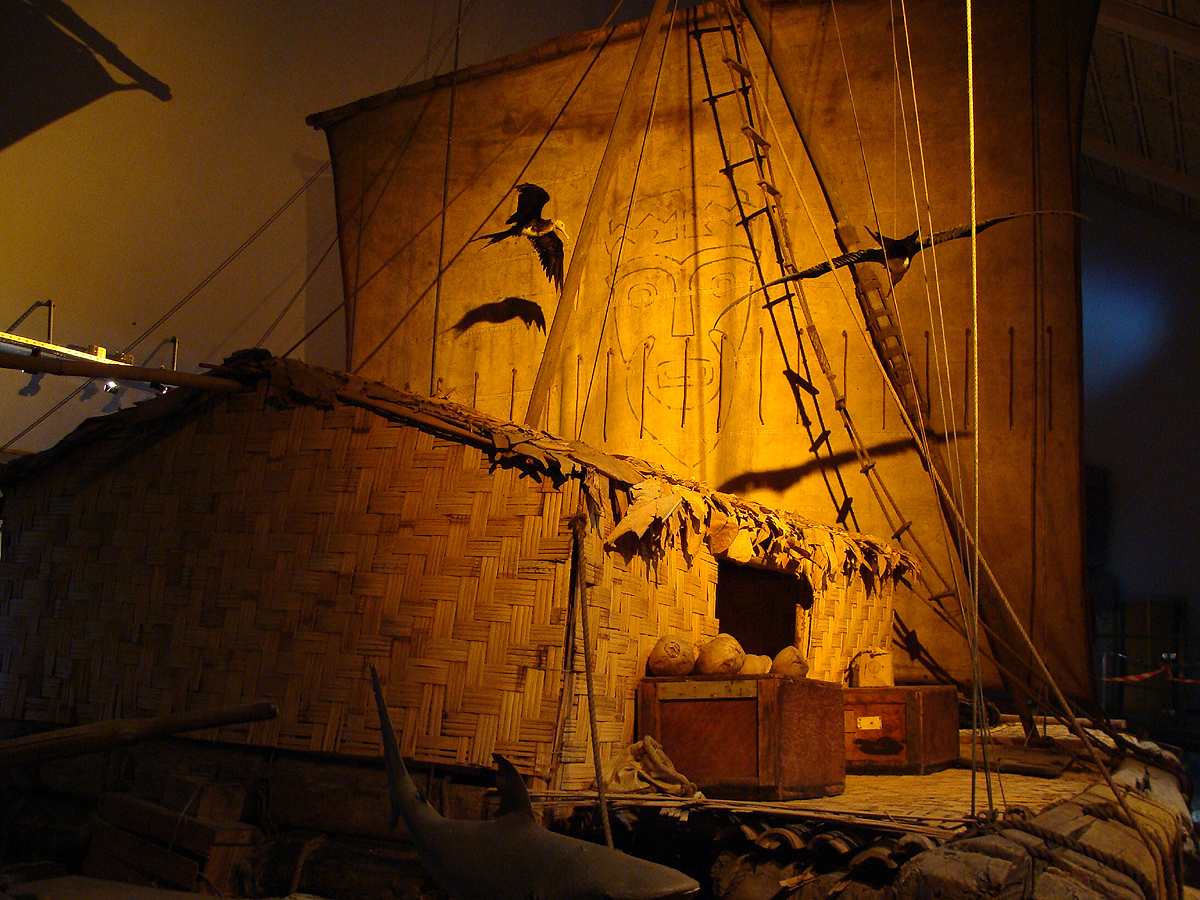
La cabina y vela de la balsa exhibidas en el Museo de Oslo.

Kon-tiki fue el nombre de la balsa utilizada por el explorador noruego Thor Heyerdahl (1914-2002) en su expedición de 1947 por el océano Pacífico desde el Perú hasta la Polinesia. El nombre de la embarcación se debía al dios organizador del mundo andino, Viracocha, de quien se decía que antiguamente había llevado el nombre de «Kon-Tiki». Kon-Tiki es también el nombre del libro que escribió Heyerdahl sobre su experiencia.
Heyerdahl sostenía que pobladores procedentes del Perú podrían haber llegado hasta la Polinesia ya en tiempos precolombinos. El propósito de Heyerdahl era demostrar la posibilidad de que el poblamiento de la Polinesia se hubiese llevado a cabo por vía marítima, desde América del Sur, en balsas idénticas a la usada durante la expedición y movidas únicamente por las mareas, las corrientes y la fuerza del viento, que es casi constante, en dirección este-oeste, a lo largo del Ecuador. No obstante, la expedición dispuso de ciertos elementos como una radio, relojes, mapas, sextantes y cuchillos, aunque estos no fueron relevantes a la hora de probar que una balsa como la utilizada podía realizar la travesía.
La expedición Kon-Tiki fue financiada mediante préstamos y contó con donaciones de parte del ejército de Estados Unidos. Heyerdahl viajó tiempo antes al Perú, donde, junto con un pequeño grupo de personas y dentro del espacio provisto por las autoridades nacionales, se dedicó a la construcción de la balsa. Para ello, se emplearon troncos de madera balsa y otros materiales autóctonos como la totora, y se mantuvo el estilo de construcción indígena tal como se observó en las ilustraciones dejadas por los conquistadores españoles.
La travesía comenzó el 28 de abril de 1947. Heyerdahl y otros cinco integrantes viajaron durante ciento un días a lo largo de casi 7000 km por el océano Pacífico, hasta llegar a un arrecife en el atolón de Raroia, en las islas Tuamotu, el 7 de agosto de 1947. Toda la tripulación llegó a tierra sana y salva.
El libro Kon-Tiki, que Heyerdahl escribió relatando las peripecias de la expedición, fue un best-seller y se tradujo a sesenta y seis idiomas, y el documental que se filmó ganó un Óscar al mejor documental en 1951.

## Tripulación

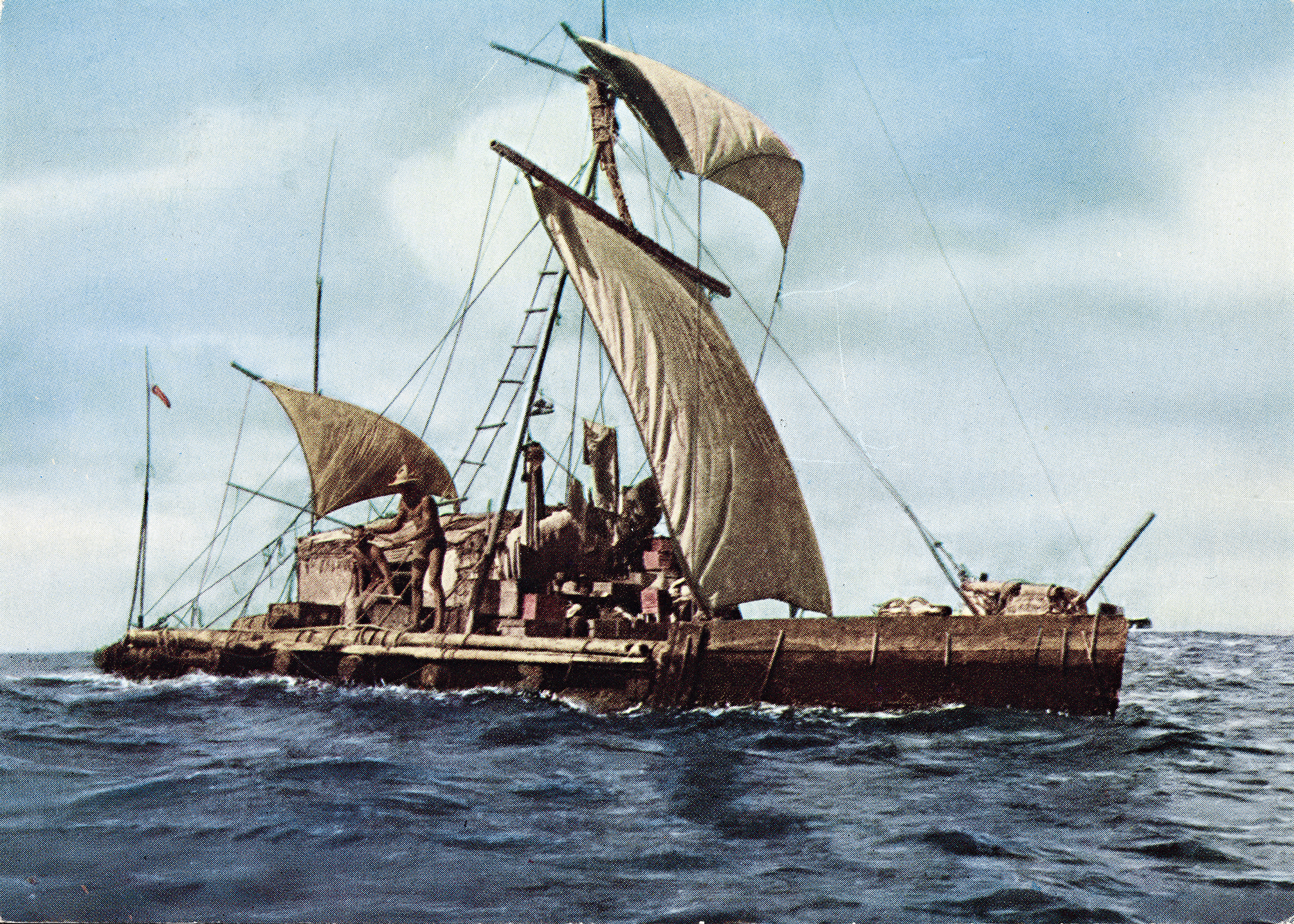
La balsa Kon-Tiki.

La tripulación de la balsa Kon-Tiki estaba integrada por seis hombres, todos ellos noruegos, excepto Bengt Danielsson, que era sueco. 
- Thor Heyerdahl (1914-2002): el líder de la expedición. Escribió un libro sobre la expedición del que se vendieron más de 50 millones de ejemplares. El documental que hizo de la expedición ganó un Oscar.
- Erik Hesselberg (1914-1972): el experto en temas de navegación y además artista. Fue el responsable de pintar la figura de Kon-Tiki en la vela de la embarcación.
- Bengt Danielsson (1921-1997): el encargado de las provisiones y el racionamiento de los alimentos. Danielsson era un sociólogo que se había interesado en teorías de migración humana. Por otra parte, cumplió el rol de traductor, ya que era el único miembro de la tripulación que sabía hablar español.
- Knut Haugland (1917-2009): el experto en radio, que había sido condecorado por los británicos en la Segunda Guerra Mundial debido a su desempeño en la batalla del agua pesada, que frustró los planes de Alemania de desarrollar la bomba atómica.
- Torstein Raaby (1920-1964): también estaba a cargo de las transmisiones por radio. Había ganado experiencia como operador de radio mientras estuvo infiltrado en la guerra mundial detrás de las líneas alemanas, espiando el acorazado Tirpitz. Sus transmisiones secretas por radio, a la larga, ayudaron a los aliados a localizar y hundir el buque.
- Herman Watzinger (1910-1986): un ingeniero especializado en las mediciones técnicas. Durante la travesía, estuvo encargado de registrar las observaciones meteorológicas e hidrográficas. Tras la expedición viajó por el mundo como ministro de pesca para las Naciones Unidas. Murió junto al lago Titicaca en 1986.

Habiendo descubierto que los predecesores de los incas y los antiguos habitantes de ciertas regiones de la Polinesia adoraron a un mismo dios solar, llamado Kon-Tiki, Thor Heyerdahl dedujo que los primeros pobladores de las islas del Pacífico fueron americanos de los tiempos preincaicos. Pero otros investigadores objetaron que en aquella remota época, los aborígenes peruanos solo poseían balsas, con las que era imposible cruzar el Pacífico. 
Para demostrar la exactitud de su hipótesis, Heyerdahl hizo construir una balsa, fiel imitación de los modelos antiguos, y, en compañía de cinco camaradas, intentó la experiencia y la llevó a feliz término.

## Construcción

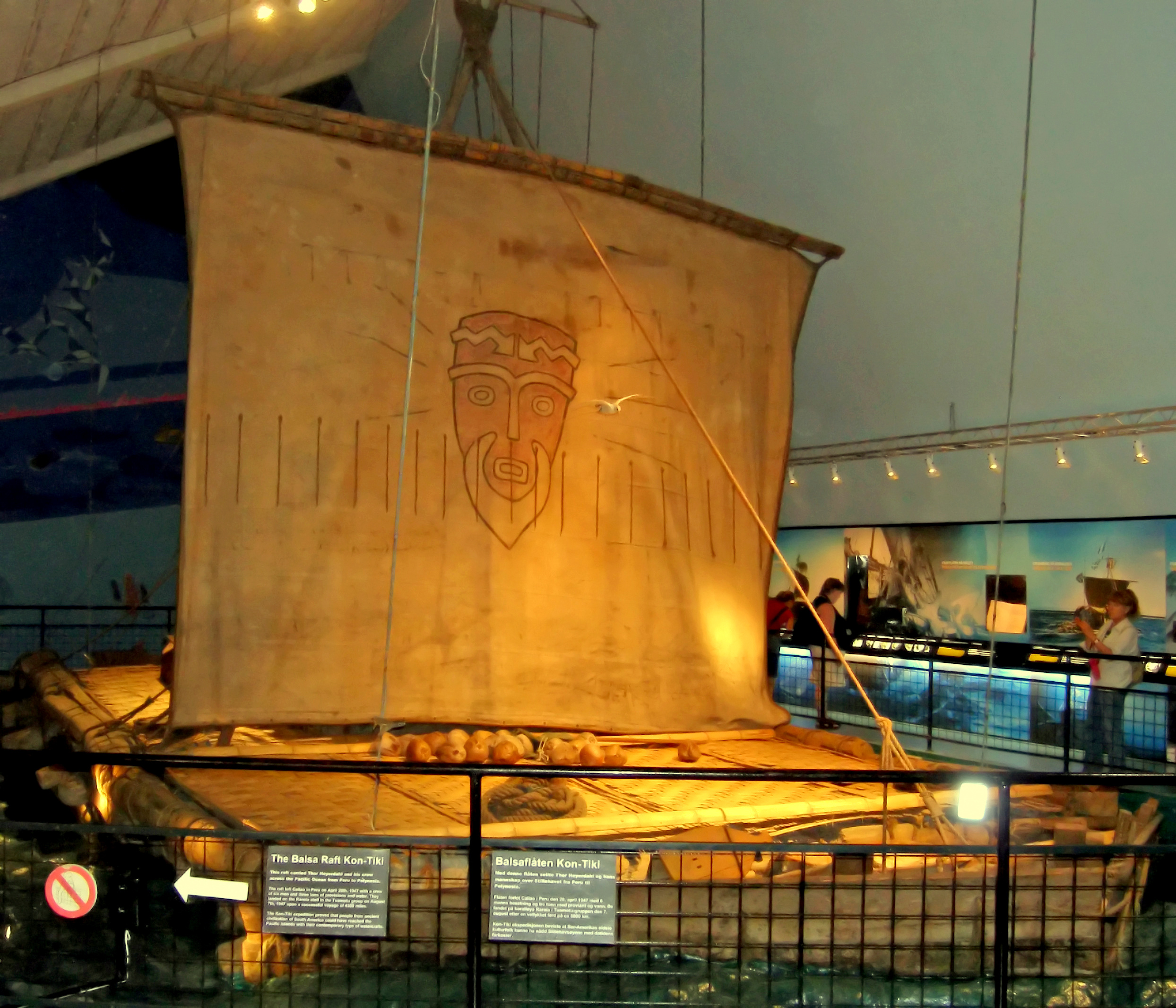
La balsa expuesta en el Museo Kon-Tiki, en Oslo.

La balsa fue construida con nueve troncos de balsa, cada uno de ellos de 13,7 m de largo y 60 cm de diámetro, los cuales estaban unidos entre sí con la ayuda de lazos de cáñamo. Transversalmente a los troncos principales se ubicaron troncos de balsa de 5,5 m de longitud y 30 cm de diámetro, a intervalos de 1 m, con el objetivo de dar soporte lateral. Adicionalmente, se utilizaron tablones de pino en los laterales de la embarcación, así como secciones de 60 cm de largo y 25 mm de espesor del mismo material como quillas.